# 에드가 뷰캐넌

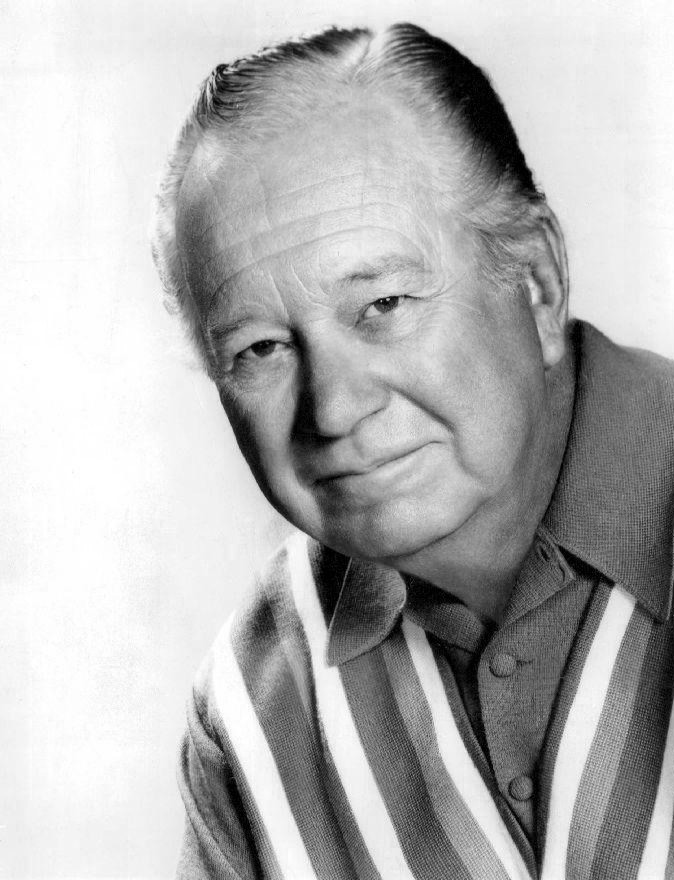

에드거 뷰캐넌(Edgar Buchanan, 1903년 3월 20일 ~ 1979년 4월 4일)은 미국의 배우, 치과의사이다.
팜데저트에서 사망하였다. 사인은 뇌졸중이다.  포리스트 론 메모리얼 파크에 매장되었다.

## 출연 작품
- 벤지 (1974년)
- 맥린턱 (1963년)
- 틱클리시 어페어 (1963년)
- 무브 오버, 달링 (1963년)
- 도노반의 산호초 (1963년)
- 하오의 결투 (1962년)
- 태미 텔 미 트루 (1961년)
- 코만체로스 (1961년)
- 시머론 (1960년)
- 엣지 오브 이터너티 (1959년) - 보안관 에드워즈 역
- 하운드-독 맨 (1959년)위치타 (1955년)
- 인간의 욕망 (1954년)
- 셰인 (1953년) - 프레드 루이스 역
- 빅 트리 (1952년)
- 황야의 역마차 (1951년)
- 지옥문을 열어라 (1950년)
- 애니 넘버 캔 플레이 (1949년)
- 블랙 애로우 (1948년)
- 초원의 바다 (1947년)
- 사랑의 별장 (1942년) - 샘 예이츠 역
- 페니 세러네이드 (1941년) - 애플잭 카니 역
- 허 퍼스트 보우 (1941년)
- 텍사스 (1941년)
- 투 매니 허즈번드 (1940년)
- 시 호크 (1940년)

### 텔레비전
- 클라이막스! (1957)
- 페리 메이슨 (1958, 1962)
- 보난자 (1960-61)
- 딜론 보안관 (1962-63)
- 비버리 힐빌리즈 (1968)